# 庫曉夫斯卡亞區

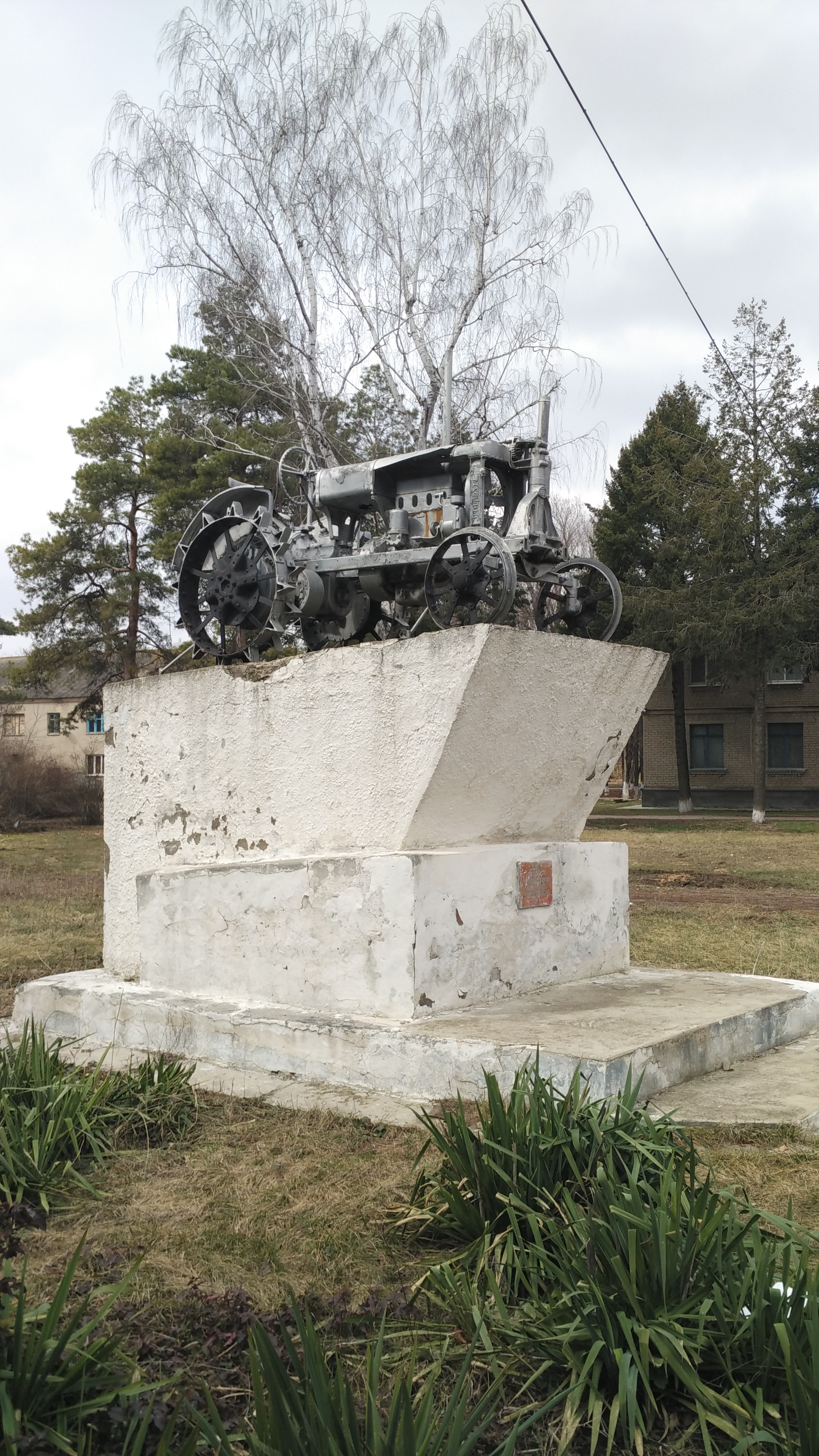

46°34′N 39°38′E / 46.567°N 39.633°E
庫曉夫斯卡亞區（俄语：Кущёвский район），是俄羅斯的一個區，位於該國西南部，由克拉斯諾達爾邊疆區負責管轄，面積2,372平方公里，2010年人口67,164，人口密度每平方公里28.3人。